# Nabih Berri
Nabih Berri (in arabo نبيه برّي‎?, Nabīh Barrī); Freetown, 28 gennaio 1938) è un politico libanese.
Dal 1990 è Presidente del Parlamento libanese e dal 1980 è capo politico del movimento libanese a predominanza sciita Amal.

## Biografia
Nato da famiglia di fede musulmana sciita, frequenta la scuola di Tibnin, nel Libano meridionale, poi studia a Makassed e all'École de la Sagesse di Beirut. Consegue la laurea in Giurisprudenza nel 1963. Negli anni sessanta entra nel Movimento Nazionalista Arabo di George Habash.
Negli anni settanta esercita la professione di avvocato per la General Motors a Beirut e soggiorna dal 1976 al 1978 a Detroit.
Ricopre diverse funzioni negli stessi anni, come responsabile della milizia sciita Amal dell'imam Musa Sadr. In seguito alle dimissioni di Hussein Husseini, assume il controllo di Amal nell'aprile del 1980 e lo guida per tutto il resto della Guerra civile libanese. Nel 1984 partecipa al governo di Unità Nazionale in veste di ministro delle Risorse minerarie, poi della Giustizia e delle risorse elettriche e idrauliche nel governo di Rashid Karame. Svolge un ruolo importante nei negoziati resi necessari dalla presa di ostaggi di un aereo delle TWA.
Dal 1989 al 1992, fa parte dei successivi governi di Salim al-Hoss, Omar Karame e Rashid Sulh, finché non viene eletto Presidente del Parlamento il 20 novembre, in attuazione del Patto Nazionale del 1943 che stabilisce che il Presidente dell'Assemblea Nazionale debba essere uno sciita. Il Parlamento lo conferma per la quinta volta consecutiva in questa carica nel giugno del 2009 (1992, 1996, 2000, 2005 e 2009).
Considerato filo-siriano, Nabih Berri dà vita nel marzo del 2006 al Comitato di Dialogo Libanese, che riunisce le principali 14 personalità libanesi, prima che il nuovo Presidente della Repubblica, Michel Suleiman, assuma egli stesso la direzione del Comitato.
È presidente del Blocco di Liberazione e dello Sviluppo.

## Accuse di corruzione
Secondo Wikileaks, Berri sta perdendo i suoi sostenitori a favore di Hezbollah a causa della corruzione dilagante. Inoltre, importanti leader indipendenti sciiti sostengono che Berri riceve 400.000 dollari al mese dall'Iran per i suoi servigi politici.